# داس‌دره
داس دره، روستایی است از توابع بخش کوهستان شهرستان تنکابن در استان مازندران ایران.

## جمعیت
این روستا در دهستان سه‌هزار قرار دارد و براساس سرشماری مرکز آمار ایران در سال ۱۳۸۵، جمعیت آن ۳۵ نفر (۱۰خانوار) بوده‌است.